# اوهرازنیتسه (ناحیه سمیلی)
اوهرازنیتسه (به چکی: Ohrazenice) یک منطقهٔ مسکونی در جمهوری چک است که در ناحیه سمیلی واقع شده‌است.